# Малаја на Летњим олимпијским играма 1956.
Малаја је учествовала на Летњим олимпијским играма 1956. одржане у Мелбурну, Аустралија. Ово су биле прве, од укупно две олимпијаде, на којима је Малаја учествовала пре свог проширења и преименовања у Малезију 1963. године.

## Резултати по спортовима

### Атлетика
Спринт 100м мушки
- Раја Азлем, B.N.A.

- Група – 11.2sec (→ није се квалификовао)

- Карупи, С.

- Група – 11.3sec (→ није се квалификовао)

- Ли, К. Ф.

- Група – 11.6 sec (→ није се квалификовао)

Спринт 200м мушки
- Ли, Л. К. Ф.

- Група – 23.7sec (→ није се квалификовао)

Спринт 400м мушки
- Кенет Перера

- Група – Н. П. (→ није се квалификовао)

- Рахим ибн Ахмад, А.

- Група – 50.8sec (→ није се квалификовао)

800м мушки
- Хари Чандра, М.

- Група – time not taken (→ није се квалификовао)

- Кенет Перера

- Група – time not taken (→ није се квалификовао)

Спринт 100м женске
- Чунг, А.

- Група – 12.5sec (→ није се квалификовала)

### Хокеј на трави, мушкарци

#### Мушки
- Квалификациона група (Б) → Треће место у групи

- Нерешено са Уједињеним Краљвством и Северном Ирском (2-2)
- Изгубљена утакмица са Аустралијом (3-2)
- Нерешено са Кенијом (1-1)

### Стрељаштво
Пиштољ, слободно
- Чонг, Ј. К. Л.

- 438 поена (→ 33)

Клеј Пиџон
- Moe, Ф. К.

- 145 поена (→ 28)

- Лиу, Ф. С.

- 140 поена (→ 29)

### Пливање
100 м леђно, мушки
- Лим, Н. Ц.

- Група – 1.12,4 (→ није се квалификовао)

200 м делфин, мушки 
- Фонг, С.

- Група – 2.56,0 (→ није се квалификовао)

### Дизање тегова
Перолака
- Ко Енг Тонг

- 285 кг (→ 17)

Полутешка
- Чан Пак Лум

- Одустао после другог покушаја (→ 14)

Средња полутешка
- Тан, К. Б.

- 395 кг (→ 6)